# براين جيلبرت
براين جيلبرت (بالإنجليزية: Brian Gilbert)‏ هو مخرج وممثل بريطاني، ولد في 1960 بإنجلترا في المملكة المتحدة.

## أعمال

### أفلام
- (1991) ليس بدون ابنتي[3][4]
- (2003) لفة خاطئة[5]
- (2011) ابن لا أحد

## وصلات خارجية
- براين جيلبرت على موقع IMDb (الإنجليزية)
- براين جيلبرت على موقع ألو سيني (الفرنسية)
- براين جيلبرت على موقع أول موفي (الإنجليزية)
- براين جيلبرت على موقع قاعدة بيانات الأفلام السويدية (السويدية)
- براين جيلبرت على موقع قاعدة بيانات الفيلم (الإنجليزية)
- براين جيلبرت على موقع كينوبويسك (الروسية)